# Zawe Ashton

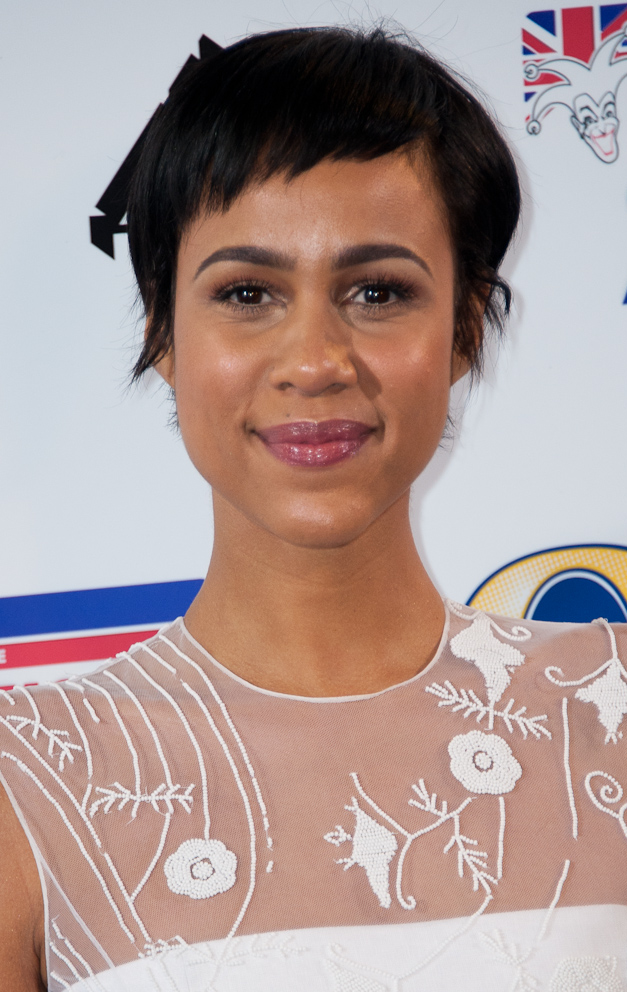
Zawe Ashton (2013)

Zawedde „Zawe“ Ashton (* Juli 1984 in London) ist eine britische Schauspielerin und Drehbuchautorin.

## Leben
Ashton wurde im Juli 1984 in London als ältestes von drei Kindern einer aus Uganda stammenden Mutter und eines britischen Vaters geboren. Ihr Großvater mütterlicherseits war der ugandische Politiker Paulo Muwanga, der 1980 kurzzeitig Präsident von Uganda war. Ashton wuchs in Stoke Newington im London Borough of Hackney auf.
Sie begann ihre Karriere Mitte der 1990er Jahre mit kleineren Rollen in britischen Fernsehproduktionen. Später übernahm sie Rollen in ersten Filmproduktionen und trat auch am Theater auf. Einem größeren Publikum wurde sie durch ihre Rollen in den Fernsehserien Fresh Meat (2011–2016) und Not Safe for Work (2015) bekannt. 2016 war Ashton an der Seite von Amy Adams in Tom Fords Drama Nocturnal Animals als Alex zu sehen. In Neil Jordans Psychothriller Greta übernahm sie 2018 die Rolle der Alexa Hammond. 2023 trat Ashton an der Seite von Brie Larson im Superheldenfilm The Marvels in der Rolle der Kree-Kriegerin Dar-Benn auf.

## Filmografie (Auswahl)
Schauspielerin
- 1995: Game-On (Fernsehserie, 1 Episode)
- 1996: The Demon Headmaster (Fernsehserie, 2 Episoden)
- 2000, 2008: The Bill (Fernsehserie, 3 Episoden)
- 2002: In Deep (Fernsehserie, 2 Episoden)
- 2002: NCS Manhunt (Fernsehserie, 2 Episoden)
- 2003: Holby City (Fernsehserie, 1 Episode)
- 2007: Mobile (Fernsehserie, 2 Episoden)
- 2009: Casualty (Fernsehserie, 1 Episode)
- 2009: Coming Up (Fernsehserie, 1 Episode)
- 2009: Die Girls von St. Trinian 2 – Auf Schatzsuche (St Trinian's 2: The Legend of Fritton's Gold)
- 2010: Sherlock (Fernsehserie, 1 Episode)
- 2010: Misfits (Fernsehserie, 1 Episode)
- 2011: Blitz – Cop-Killer vs. Killer-Cop (Blitz)
- 2011: Weekender
- 2011: Dreams of a Life (Dokumentarfilm)
- 2011: Lapland (Fernsehfilm)
- 2011–2013: Case Histories (Fernsehserie, 9 Episoden)
- 2011–2016: Fresh Meat (Fernsehserie, 30 Episoden)
- 2013–2014: Psychobitches (Fernsehserie, 2 Episoden)
- 2014: Doctor Who (Fernsehserie, 1 Episode)
- 2015: Not Safe for Work (Fernsehserie, 6 Episoden)
- 2016: Nocturnal Animals
- 2017: Oasis (Fernsehfilm)
- 2017: Guerrilla (Fernsehserie, 5 Episoden)
- 2018: Greta
- 2018: Wanderlust (Fernsehserie)
- 2019: Die Kunst des toten Mannes (Velvet Buzzsaw)
- 2021: The Handmaid’s Tale – Der Report der Magd (The Handmaid’s Tale, Fernsehserie, 3 Episoden)
- 2022: Mr. Malcolm’s List
- 2023: The Marvels

Drehbuchautorin
- 2014: Happy Toys (Kurzfilm)
- 2014: The Place We Go to Hide (Kurzfilm)

## Theatrografie (Auswahl)
- 2008: Gone Too Far! (Royal Court, London)[3]
- 2013: Narrative (The Royal Court Theatre, Jerwood Theatre Upstairs, London)
- 2015: Splendor (Donmar Warehouse, London)
- 2016: The Maids (The Jamie Lloyd Company, Trafalgar Studios, London)
- 2019: Betrayal (Harold Pinter Theatre, London)
- 2019: Betrayal (Bernard B. Jacobs Theatre, New York City)